# Oier Luengo
Oier Luengo Redondo (Amorebieta-Echano, Vizcaya; 11 de noviembre de 1997) es un futbolista español que juega como defensa en el Real Oviedo de la Primera División de España.

## Trayectoria
Oier se formó en las categorías inferiores del club de su localidad natal, la S. D. Amorebieta. En 2016 dio el salto al primer equipo azul, que se encontraba en Segunda B. Tras dos buenas campañas, en 2018, firmó por el Bilbao Athletic. Sin embargo, en los primeros meses apenas disputó dos encuentros por lo que, en enero de 2019, fue cedido a su anterior club donde volvió a hacerse con la titularidad. A su vuelta al filial rojiblanco, se hizo un habitual en las alineaciones de Joseba Etxeberria.
El 8 de julio de 2021 regresó a la S. D. Amorebieta, que acababa de ascender a Segunda División. En dicha campaña, que acabó en descenso, fue el defensa central más utilizado de la plantilla.
El 4 de julio de 2022 fichó por el Real Oviedo para seguir compitiendo en la Segunda División.

## Clubes
| Club                      | País   | Año             |
| ------------------------- | ------ | --------------- |
| S. D. Amorebieta          | España | 2016-2018       |
| Bilbao Athletic           | España | 2018-2021       |
| S. D. Amorebieta (cedido) | España | 2019            |
| S. D. Amorebieta          | España | 2021-2022       |
| Real Oviedo               | España | 2022-actualidad |

### Estadísticas[8]
Actualizado a 24 de junio de 2024.
| Club                    | Div.          | Temporada     | Liga  | Liga  | Copas nacionales | Copas nacionales | Total | Total |
| Club                    | Div.          | Temporada     | Part. | Goles | Part.            | Goles            | Part. | Goles |
| ----------------------- | ------------- | ------------- | ----- | ----- | ---------------- | ---------------- | ----- | ----- |
| S. D. Amorebieta España | 2.ª B         | 2016-17       | 11    | 0     | —                | —                | 11    | 0     |
| S. D. Amorebieta España | 2.ª B         | 2017-18       | 33    | 3     | —                | —                | 33    | 3     |
| Bilbao Athletic España  | 2.ª B         | 2018          | 2     | 0     | —                | —                | 2     | 0     |
| S. D. Amorebieta España | 2.ª B         | 2019          | 18    | 1     | —                | —                | 18    | 1     |
| Bilbao Athletic España  | 2.ª B         | 2019-20       | 23    | 3     | —                | —                | 23    | 3     |
| Bilbao Athletic España  | 1.ª RFEF      | 2020-21       | 23    | 0     | —                | —                | 23    | 0     |
| Bilbao Athletic España  | Total club    | Total club    | 48    | 3     | —                | —                | 48    | 3     |
| S. D. Amorebieta        | 2.ª           | 2021-22       | 31    | 0     | 1                | 0                | 32    | 0     |
| S. D. Amorebieta        | Total club    | Total club    | 93    | 4     | 1                | 0                | 94    | 3     |
| Real Oviedo España      | 2.ª           | 2022-23       | 11    | 0     | 3                | 1                | 14    | 1     |
| Real Oviedo España      | 2.ª           | 2023-24       | 40    | 2     | 2                | 0                | 42    | 2     |
| Real Oviedo España      | 2.ª           | 2024-25       | 32    | 2     | 1                | 0                | 33    | 2     |
| Real Oviedo España      | 1.ª           | 2025-26       | 1     | 0     | 0                | 0                | 1     | 0     |
| Real Oviedo España      | Total club    | Total club    | 84    | 4     | 6                | 1                | 90    | 5     |
| Total carrera           | Total carrera | Total carrera | 224   | 11    | 7                | 1                | 198   | 10    |

(Incluye partidos de 1.ª, 2.ª, 2.ªB, Copa del Rey y promociones de ascenso)